# Rubus botryeros
Rubus botryeros är en rosväxtart som först beskrevs av William Moyle Rogers, och fick sitt nu gällande namn av William Moyle Rogers. Rubus botryeros ingår i släktet rubusar, och familjen rosväxter. Inga underarter finns listade i Catalogue of Life.